# Sandra Le Grand
Sandra le Grand, née le 18 avril 1966 à Marseille est une conférencière, coach et cheffe d'entreprise française.

## Biographie
Elle naît le 18 avril 1966 à Marseille. Après son baccalauréat elle étudie à l'université d'Aix-en-Provence (sciences économiques). Elle obtient ensuite une maîtrise de gestion et marketing du tourisme et des loisirs à Paris et un master en gestion des entreprises à l’Institut d’Administration des Entreprises de Paris,.     

### Carrière
Sandra Le Grand commence sa carrière au sein du groupe Coca-Cola en tant que négociatrice grands comptes,,,. Elle y occupe successivement les postes de responsable du développement des ventes, manager d’une équipe de vente en grande distribution, formation et motivation des équipes terrain puis Channel Marketing Manager.
En juillet 2000, après onze années passées chez Coca-Cola, elle crée Canalce.com devenu Kalidea site destiné aux Comités d’Entreprise,,,, qui leur fournit en échange d'un abonnement des tickets de spectacles et des bons d'achat en services culturels et prestations touristiques.
En 2017, Sandra Le Grand co-fonde avec Valérie Falala la société Yapuka, une plateforme de mise en relation pour la préparation des jeunes aux entretiens pour les écoles, stages et premiers emplois,,,.
Elle intervient et anime des conférences et des ateliers sur des thématiques telles que le réseau, l’ambition, le bien être au travail, et l'entrepreneuriat,,,.
Sandra Le Grand a été administratrice de sociétés telles que : groupe Olympique Lyonnais, Surys,  Adux, HiMediaGroup et AXA France. En 2022 elle exerce cette responsabilité au sein de la fondation d’entreprise Air France.

## Autres engagements
Depuis 2003 Sandra Le Grand est vice-présidente de Croissance Plus (association de dirigeants militant pour la croissance économique) et  membre de l’Agence nationale pour la création d’entreprise,. Elle a été également Vice-présidente du comité des fondateurs de la fondation croissance responsable qui vise à encourager le monde de l'éducation.
Sandra Le Grand soutient la création d’entreprise au travers de sa participation à des clubs et associations en relation avec l'entrepreneuriat, en particulier l’entrepreneuriat féminin,. Elle dispense aussi des prestations de coaching destinées à un public féminin.

## Publications
- Sandra Le Grand, Evelyne Platnic-Cohen et Mohed Altrad, # Ambition, Editions SW Télémaque, 2016 (ISBN 978-2-7533-0317-1, OCLC 963918641, lire en ligne)[21],[2].
- Sandra Le Grand, jean-François Boisson et Nathalie Ville-Grospiron, Entreprendre un peu, beaucoup, passionnément lettre ouverte à celles (et ceux) qui veulent creér leur entreprise, Ed. Sw Télémaque, 2010 (ISBN 978-2-7533-0113-9, OCLC 758743196, lire en ligne)

## Distinctions

### Décorations
- Chevalière de l'ordre national du Mérite (2021)[22].

### Prix
En 2010, Lauréate du prix coup de cœur de la Tribune Women’s Awards.
En 2012, vingt-et-unième au classement Women Equity.
En 2012, Trophée Femme en Or dans la catégorie Entreprise,.
En 2013, Prix Trofémina dans la catégorie Business